# Belga Rise

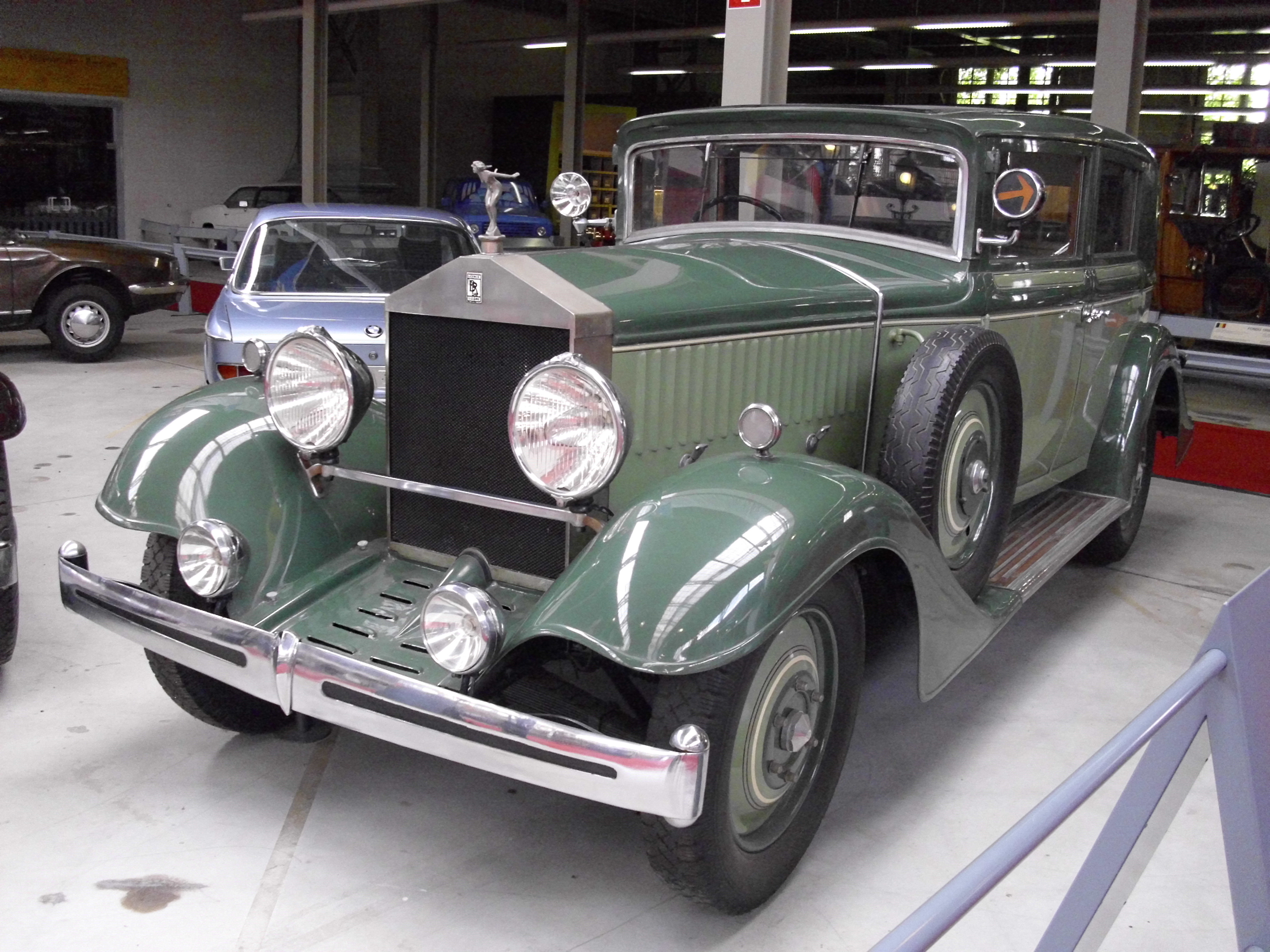
Belga Rise BR 8 (1934), karoserii dodala karosárna Vesters & Neirinck

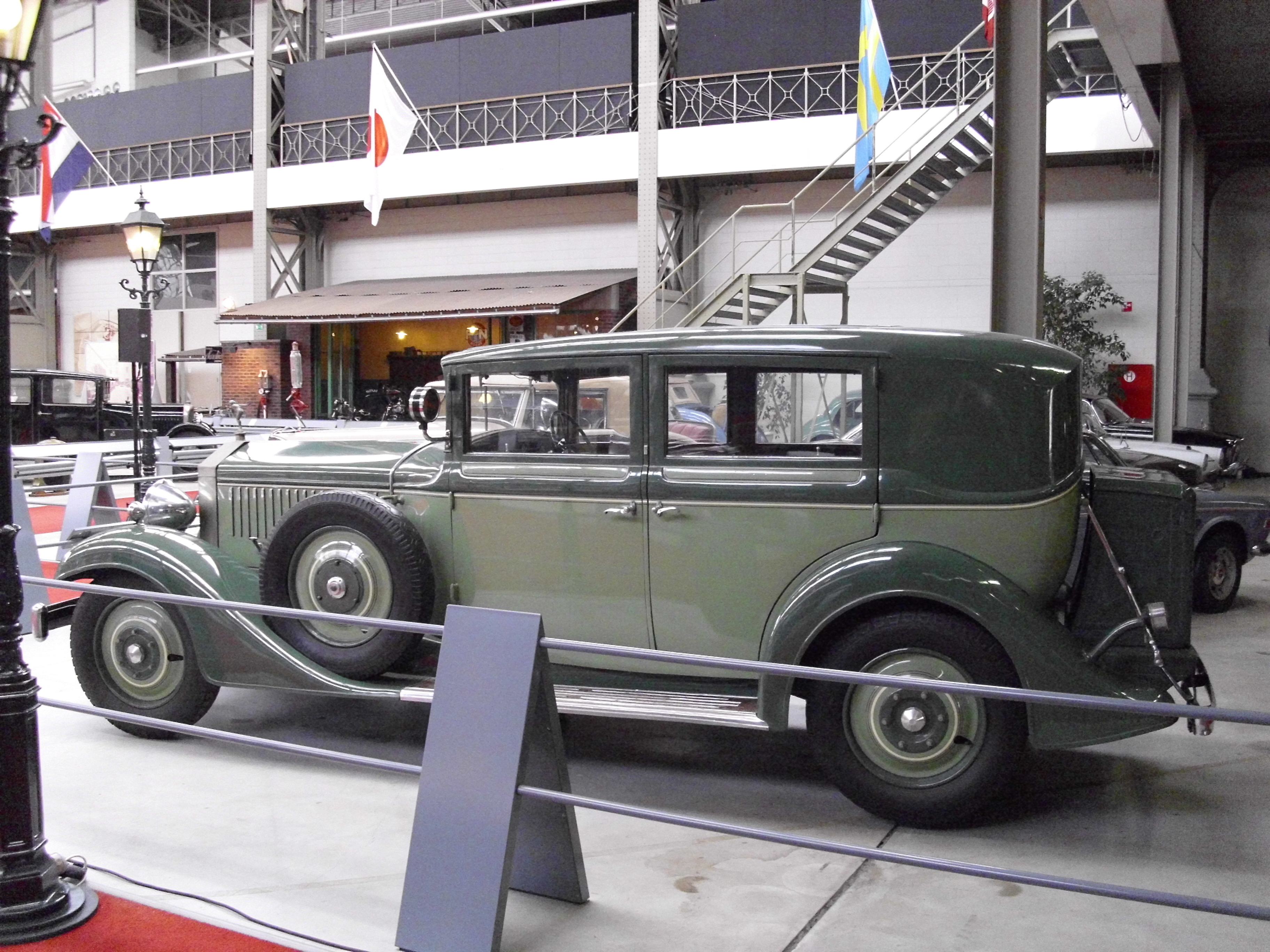
Belga Rise BR 8 (1934)

Belga Rise byl belgický výrobce automobilů.

## Historie firmy
V roce 1928 vznikla společnost S.E.P.A. na předměstí Bruselu Haren. Ředitelem byl Richard Thielen, belgický prodejce francouzské automobilky Sizaire. O rok později se transformovala na Société pour l'exploitation des Perfectionnements à l'Automobil a začala vyrábět automobily v Gentu. Produkce byla ukončena v roce 1938.

## Vozidla
První model byl shodný s vozem francouzské společnosti Sizaire-Berwick, proto byl označován i jako Sizaire Belge. Šlo o luxusní automobil poháněný šestiválcovým motorem Willys-Knight s vylepšeným šoupátkovým rozvodem Američana C. Y. Knighta.
Od roku 1932 byl tento model na přání osazován i šestiválcem o objemu 3030 cm³ nebo osmiválcem o objemu 4080 cm³. Motory pocházely jak od firem Talbot, F.N. či Minerva nebo Hotchkiss, tak i od amerických výrobců, jako byla firma Continental.
Chladiče některých modelů byly velmi podobné chladičům používaným firmou Rolls-Royce, což bylo také příčinou soudního sporu.
Firma dodávala některá svá vozidla i belgické armádě. Model Belga Rise BR 8 Limousine s karoserií firmy Vesters & Neirinck z roku 1934 je vystaven v muzeu Autoworld v Bruselu.